# Віковий дуб (Миколаївський район)
Вікови́й дуб (1000-річний дуб у селі Верин) — ботанічна пам'ятка природи місцевого значення в Україні. Росте в селі Верин Миколаївського району Львівської області. 
Площа пам'ятки природи 0,05 га. Статус — з 1984 року. 
Вважається одним з найстаріших дубів України. Розміри: обхват 8,50 м, висота 18 м. Вік близько 1000 років. У дуба немає огорожі. Має кілька дупел. З огляду на величезну цінність дерева, його слід лікувати — закласти дупла пломбами, скувати залізними обручами стовбур, поставити громовідвід і огорожу, удобрити ґрунт біля дерева.

## Галерея

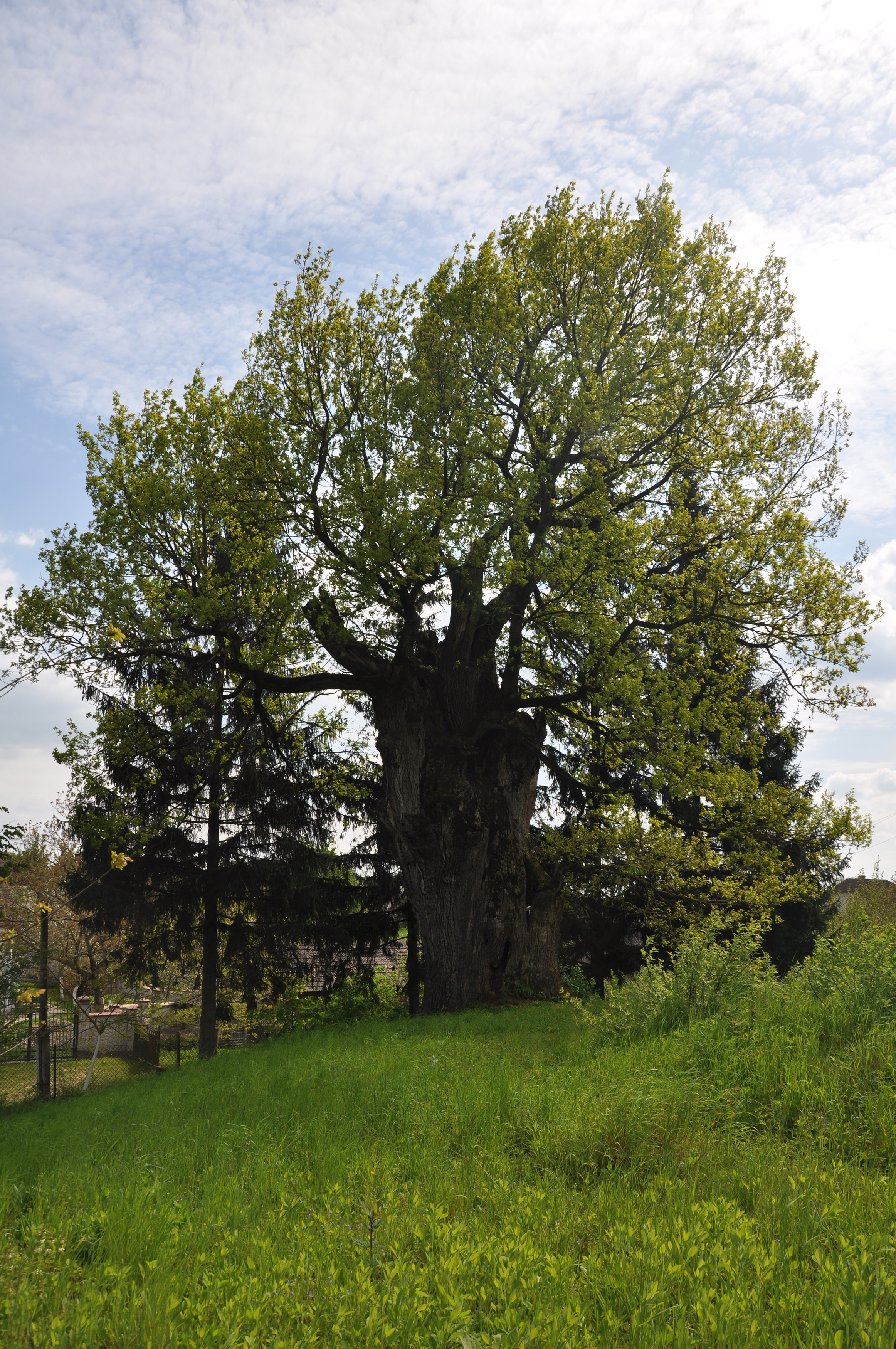
Загальний вигляд пам'ятки
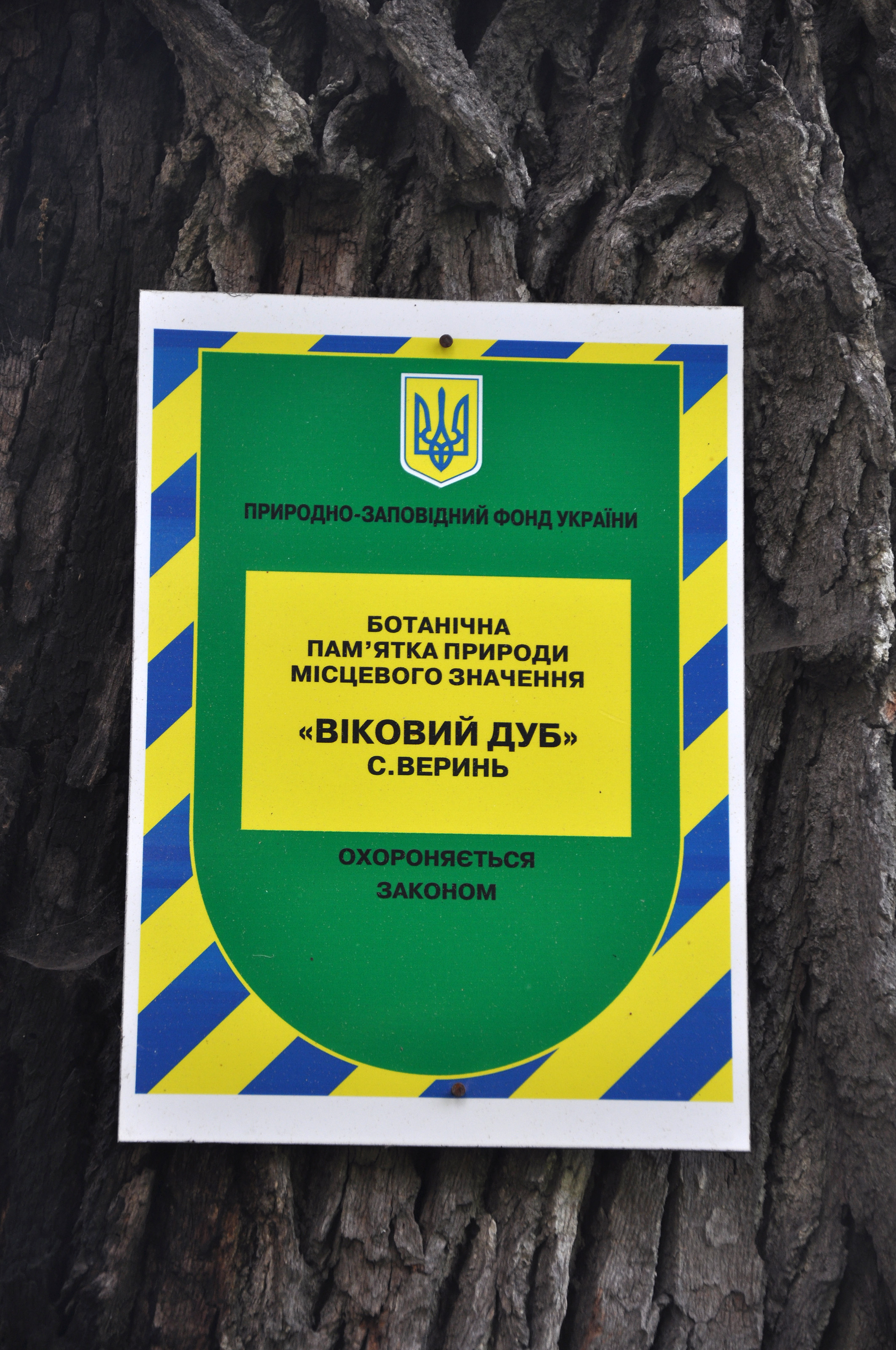
Охоронна таблиця
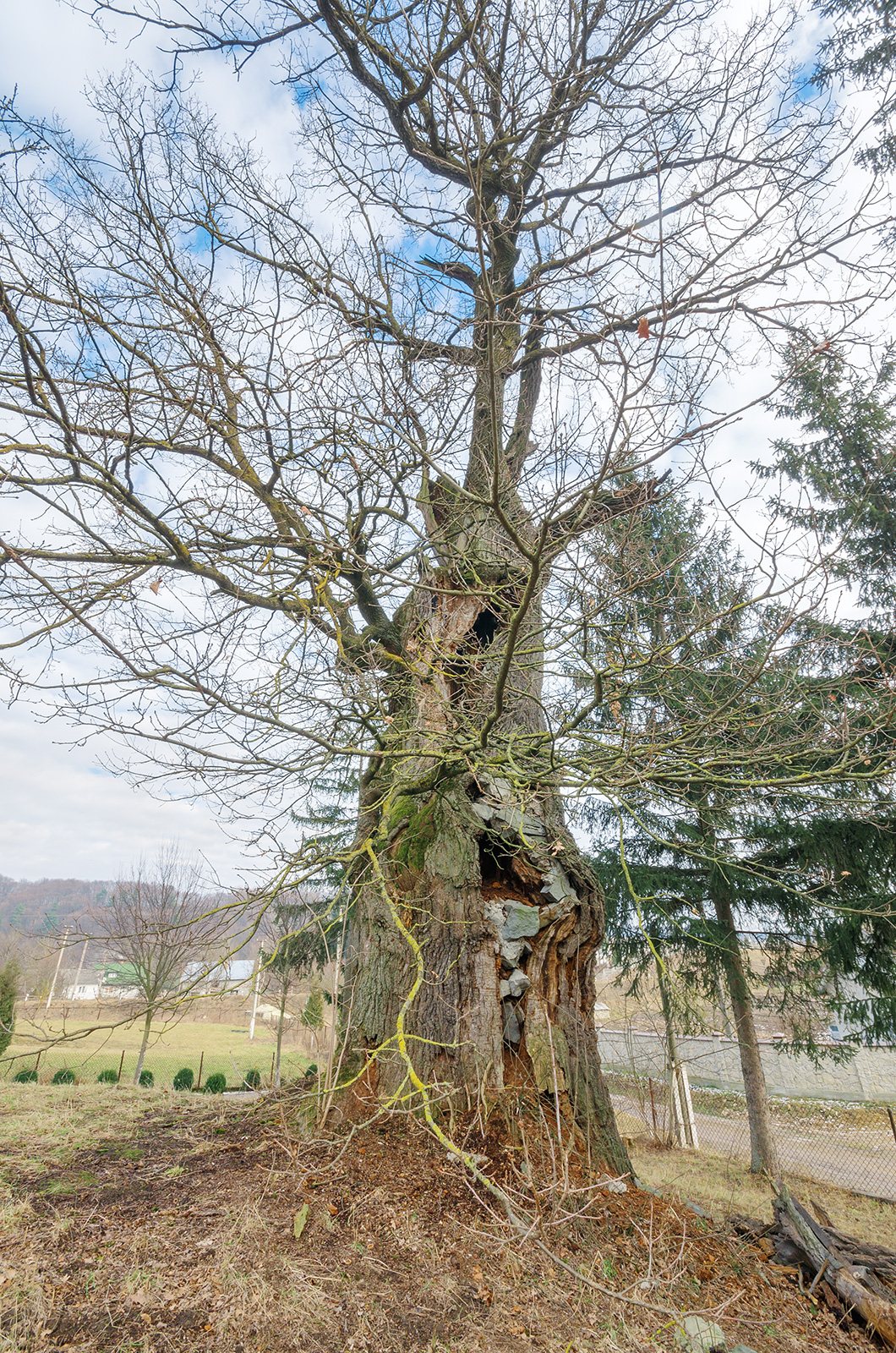
Пошкодження на дереві
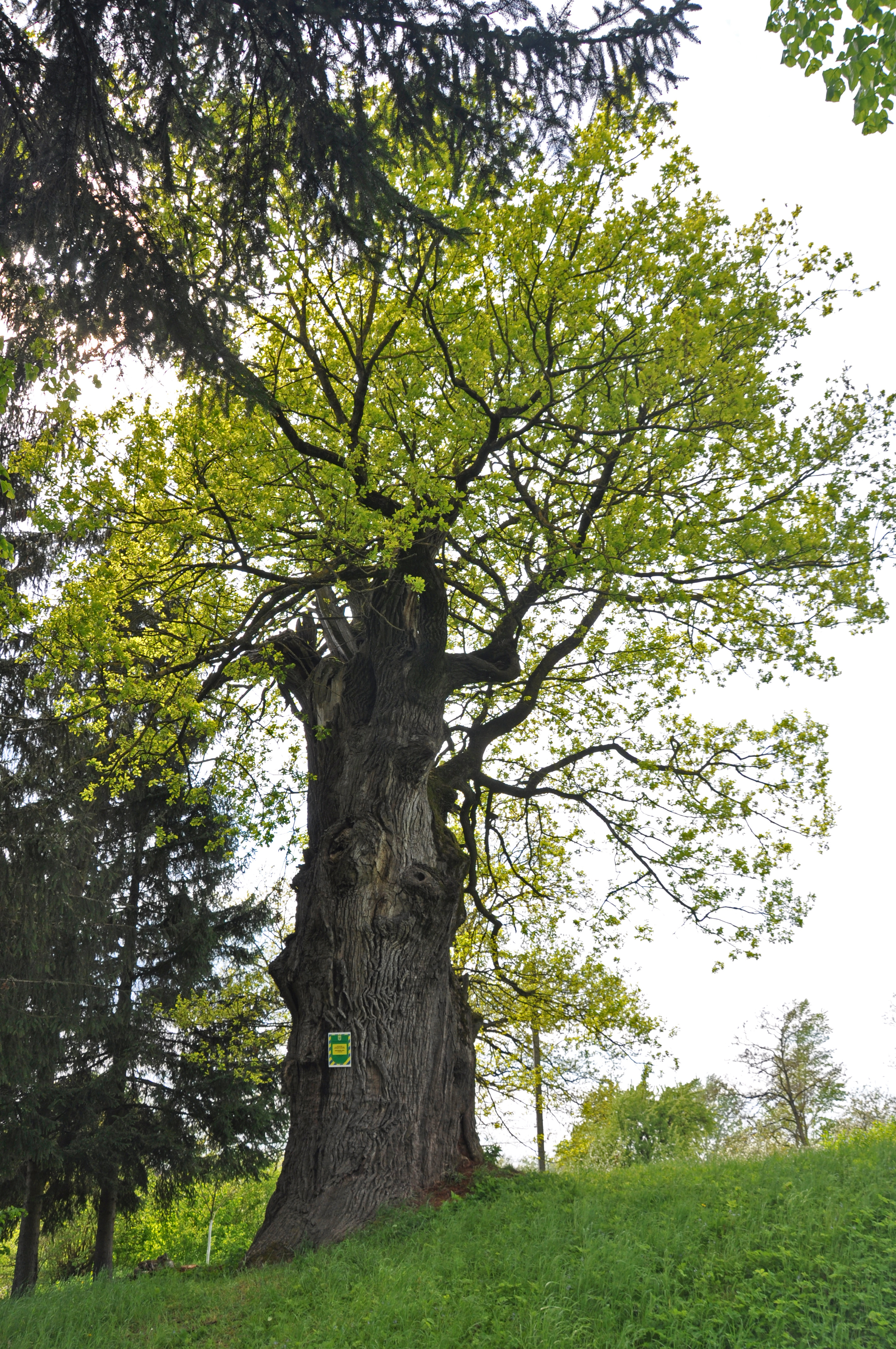
Віковий дуб навесні